# Annette Fetscherin
Annette Milena Fetscherin (* 2. Juni 1983; geb. Schwager) ist eine Schweizer Sportjournalistin und TV-Moderatorin.

## Leben
Fetscherin wuchs in Aadorf im Kanton Thurgau auf. Nach der Matura in Frauenfeld absolvierte sie ein Praktikum bei der Thurgauer Zeitung. Sie war ab 2002 Videojournalistin und Moderatorin beim Ostschweizer TV-Sender Tele Top, parallel dazu studierte sie Publizistikwissenschaft an der Universität Zürich und schloss mit dem Lizentiat ab. Nach Stationen als freischaffende Videojournalistin bei der SRF-Peoplesendung «glanz & gloria» sowie als Mitinhaberin und Geschäftsführerin einer Produktionsfirma arbeitete sie ab 2008 für den Pay-TV-Sender Teleclub. Dort arbeitete sie in verschiedenen Funktionen, zunächst als Videojournalistin, Liveproduzentin und Moderatorin von Fussball- und Eishockeysendungen, ab 2012 zudem als stellvertretende Chefredaktorin Sport TV. Von 2011 bis 2014 bloggte sie wöchentlich für die Online-Ausgabe des Tages-Anzeigers. Seit Juli 2017 arbeitet Fetscherin als Journalistin und Produzentin für SRF Sport. Während der Fussball-Weltmeisterschaft 2018 in Russland und der European Championships 2018 und zur Schweizer Sportberichtserstattung war sie überdies als Livereporterin im Einsatz. Seit Januar 2019 moderiert sie zudem das Sportmagazin «sportaktuell».
Sie ist seit 2009 mit Adrian Fetscherin verheiratet. Seit 2019 leben sie getrennt.

## Varia
2012 spielte sie im Rahmen eines Experiments für die Schweizer Eishockey-Nati der Frauen.